# Lepeophtheirus longicaudus
Lepeophtheirus longicaudus is een eenoogkreeftjessoort uit de familie van de Caligidae. De wetenschappelijke naam van de soort is voor het eerst geldig gepubliceerd in 1966 door Cressey.